# 15-ヒドロキシイコサテトラエン酸デヒドロゲナーゼ
15-ヒドロキシイコサテトラエン酸デヒドロゲナーゼ（15-hydroxyicosatetraenoate dehydrogenase）は、次の化学反応を触媒する酸化還元酵素である。
反応式の通り、この酵素の基質は(15S)-15-ヒドロキシ-5,8,11-cis-13-trans-イコサテトラエン酸とNAD(P)+、生成物は15-オキソ-5,8,11-cis-13-trans-イコサテトラエン酸とNAD(P)HとH+である。
組織名は(15S)-15-hydroxy-5,8,11-cis-13-trans-icosatetraenoate:NAD(P)+15-oxidoreductaseである。